# Sociedad Gestora de Televisión Net TV
NET TV, cuya razón social es Sociedad Gestora de Televisión NET TV, S.A., es una de las nueve empresas concesionarias de una licencia múltiple de canales nacionales de la TDT de España, operando actualmente dos canales: Squirrel y el subarrendado Paramount Network.
El 75% del capital social de Sociedad Gestora de Televisión Net TV pertenece a Squirrel Media y el 25% restante a Homo Videns.

## Historia

### Constitución, concesión y primeras emisiones

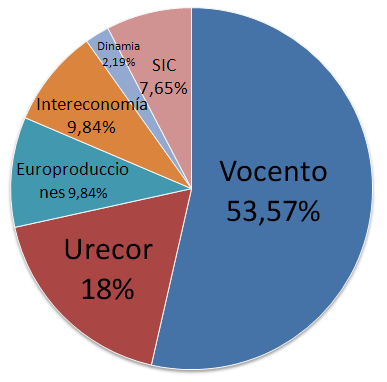
Accionariado de Sociedad Gestora de Televisión Net TV de 2004 a 2007.

Durante 2002 se constituye la empresa Sociedad Gestora de Televisión Net TV, con accionistas como Vocento (25%), Viaplus (18%), Globomedia (12%), Telson (12%), y minoritarios como Radio Intereconomía, Europroducciones, y las televisiones TF1 y SIC, de Francia y Portugal respectivamente.
El 24 de noviembre de 2000, el segundo gobierno de José María Aznar otorga a Sociedad Gestora de Televisión Net TV una de las dos licencias de emisión digital que estaban a concurso. La otra la recibiría Veo Televisión.
Durante el verano de 2002, comienzan las emisiones de Net TV, remitiendo la señal de la cadena de televisiones locales del grupo Vocento, Punto TV, de la que se resarcían de contenidos cadenas como Onda 6.
Durante 2004, se produce un cambio accionarial en la empresa, donde algunas empresas sufren fusiones, otras salen y otras entran. Vocento, se hace con el control de la cadena, con un 53% de las acciones. Entra Altadis, a través de la empresa Urecor, con un 18%, y Dinamia con un 2,19%. Europroducciones, Radio Intereconomía y SIC mantienen sus acciones.

### Relanzamiento de la TDT

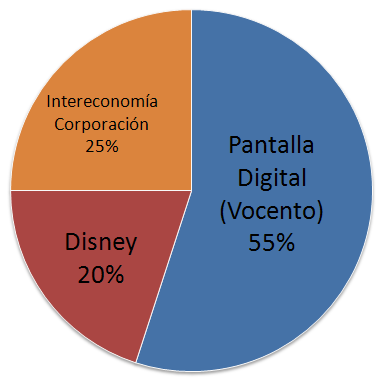
Accionariado de Sociedad Gestora de Televisión Net TV de 2008 a 2021.

El 30 de noviembre de 2005, se produce el relanzamiento de la TDT, otorgando dos frecuencias a la Sociedad Gestora de Televisión Net TV. La primera de las frecuencias mantiene el nombre de Net TV y los contenidos de Punto TV, pero reduce notablemente su horario, completándolo más adelante por teletienda. Esta primera licencia, emitía en el mux 66, junto con Veo Televisión y Teledeporte de TVE.
En su segunda licencia, la Sociedad Gestora de Televisión Net TV, decidió lanzar el canal Fly Music, dedicado a la música más actual, producido por Europroducciones, uno de los socios de la entidad. Este canal operaba en el mux 68, de Mediaset España, por expreso deseo de Vocento, que también tenía acciones en ese canal.

### Cambio accionarial (2008)
En 2008, Vocento cambia su estrategia en la sociedad y da entrada a dos nuevos socios. El 13 de febrero de 2008, The Walt Disney Company Spain & Portugal compra el 20% de acciones de la sociedad y el 19 de febrero Intereconomía Corporación amplia sus acciones al 25%. Todas estas acciones son compradas a los accionistas salientes, incluido un pequeño paquete comprado por Pantalla Digital, para situarse en el 55%. Con estos acuerdos, tanto Intereconomía Corporación como The Walt Disney Company Spain & Portugal consiguieron tener su canal en TDT.
Intereconomía TV sustituyó a Net TV el 3 de marzo de 2008, y después Disney Channel a Fly Music el 1 de julio de 2008, siendo España el primer país del mundo en que Disney Channel se emite en abierto.

### Cuatro licencias de canales nacionales (2010-2014)
En septiembre de 2010, tras un acuerdo entre Vocento y Viacom, MTV España entró a formar parte de la TDT nacional en abierto. Además, La 10 dio el salto a nacional gracias a la buena acogida de sus programas y la fuerza que adquirió la marca. Su programación se basaba en una oferta televisiva generalista y familiar, dando cabida a la actualidad informativa, el entretenimiento, la ficción, la cultura y el debate político. Puesto que Vocento no logró asentar su última marca generalista a nivel nacional, La 10 cesó sus emisiones el 1 de enero de 2012 tras más de tres meses sin emitir contenidos de producción propia, durante los cuales se entablaron conversaciones con diversos proveedores para sustituir al canal. Finalmente, tras un periodo de emisión del canal de comunicación comercial La Tienda en Casa, el 22 de marzo de 2012 comenzaron las emisiones del canal de cine en abierto Paramount Channel (actualmente, Paramount Network), convirtiendo a España en el primer país del mundo en el que se emite este canal.
El 7 de febrero de 2014, MTV España cesó sus emisiones en la TDT, pasando a emitirse exclusivamente a través de la plataforma de pago Canal+. Ehs.TV, canal dedicado a la venta de productos y servicios comúnmente denominados teletienda lo sustituyó. Seis días después, el 13 de febrero de 2014, Intereconomía Televisión cesó sus emisiones en TDT dando paso a una cortinilla que ponía: Próximamente, nueva programación. Un día más tarde, empezó a emitir en esa frecuencia el canal de teletienda La Tienda en Casa. Las dos cadenas de teletienda cesaron sus emisiones, el 7 de abril y 6 de mayo respectivamente, como consecuencia de una sentencia del Tribunal Supremo de Justicia, que anuló las concesiones de emisión TDT para nueve canales, por haber sido otorgadas sin el preceptivo concurso público que rige la Ley del Audiovisual.

### Cambio accionarial (2021)
El 29 de noviembre de 2021, Squirrel Media anunció su intención de comprar la participación del 55% de Vocento por 18 millones de euros. Unas semanas más tarde, el 22 de diciembre de 2021, Squirrel Media anunció su intención de comprar la participación del 20% de The Walt Disney Company Iberia.
Las adquisiciones de acciones se hicieron efectivas el 31 de enero de 2022 tras recibir luz verde de los organismos reguladores, hecho por el cual Squirrel Media pasa a ser accionista mayoritario de la Sociedad Gestora de Televisión Net TV con un 75%, convirtiéndose en el tercer operador nacional privado de televisión por detrás de Atresmedia y Mediaset España.

### Cese de Disney Channel y lanzamiento de Squirrel (2025)
El 27 de noviembre de 2024, The Walt Disney Company Iberia anunció que, a partir del 7 de enero de 2025, Disney Channel cesaría sus emisiones en TDT y en los operadores de pago, debido a que la compañía no pudo llegar a nuevos acuerdos con la Sociedad Gestora de Televisión Net TV para seguir operando el canal. No se reveló inicialmente qué canal lo reemplazaría. Sin embargo, a las 00:00 del 7 de enero de 2025, tras el cese de las emisiones de Disney Channel, comenzó a emitir Squirrel. El lanzamiento de Squirrel incluyó una breve promoción que anunciaba la llegada del nuevo canal, cuyo contenido se centraría en el cine.

## Actividades

### Televisión
En televisión, Sociedad Gestora de Televisión Net TV agrupa para la emisión dentro de territorio español dos canales temáticos. Ambas cadenas se pueden ver a través de TDT, plataformas de satélite o cable. Los canales son:
| Logo | Canal                            | Inicio de transmisiones       | Formato de imagen |
| ---- | -------------------------------- | ----------------------------- | ----------------- |
|      | Squirrel Canal de cine.          | 7 de enero de 2025 (0 años)   | HD                |
|      | Paramount Network Canal de cine. | 30 de marzo de 2012 (13 años) | HD                |

#### Extintos
| Logo | Canal                                 | Inicio de transmisiones                   | Cese de transmisiones           | Formato de imagen |
| ---- | ------------------------------------- | ----------------------------------------- | ------------------------------- | ----------------- |
|      | Net TV Canal generalista.             | junio de 2002 (23 años)                   | 3 de marzo de 2008 (17 años)    | SD                |
|      | Fly Music Canal de música.            | 30 de noviembre de 2005 (19 años)         | 30 de junio de 2008 (17 años)   | SD                |
|      | La 10 Canal generalista.              | 20 de septiembre de 2010 (14 años)        | 30 de marzo de 2012 (13 años)   | SD                |
|      | MTV Canal de entretenimiento.         | 16 de septiembre de 2010 (14 años)        | 7 de febrero de 2014 (11 años)  | SD                |
|      | Intereconomía Canal generalista.      | 27 de julio de 2005 (20 años)             | 17 de febrero de 2014 (11 años) | SD                |
|      | EHS Canal de televenta.               | 8 de febrero de 2014 (11 años)            | 7 de abril de 2014 (11 años)    | SD                |
|      | La Tienda en Casa Canal de televenta. | 14 de febrero de 2014 (11 años)           | 5 de junio de 2014 (11 años)    | SD                |
|      | Disney Channel Canal infantil         | 1 de julio de 2008 (17 años) (en abierto) | 7 de enero de 2025 (0 años)     | HD                |